# 공중 풍력 터빈

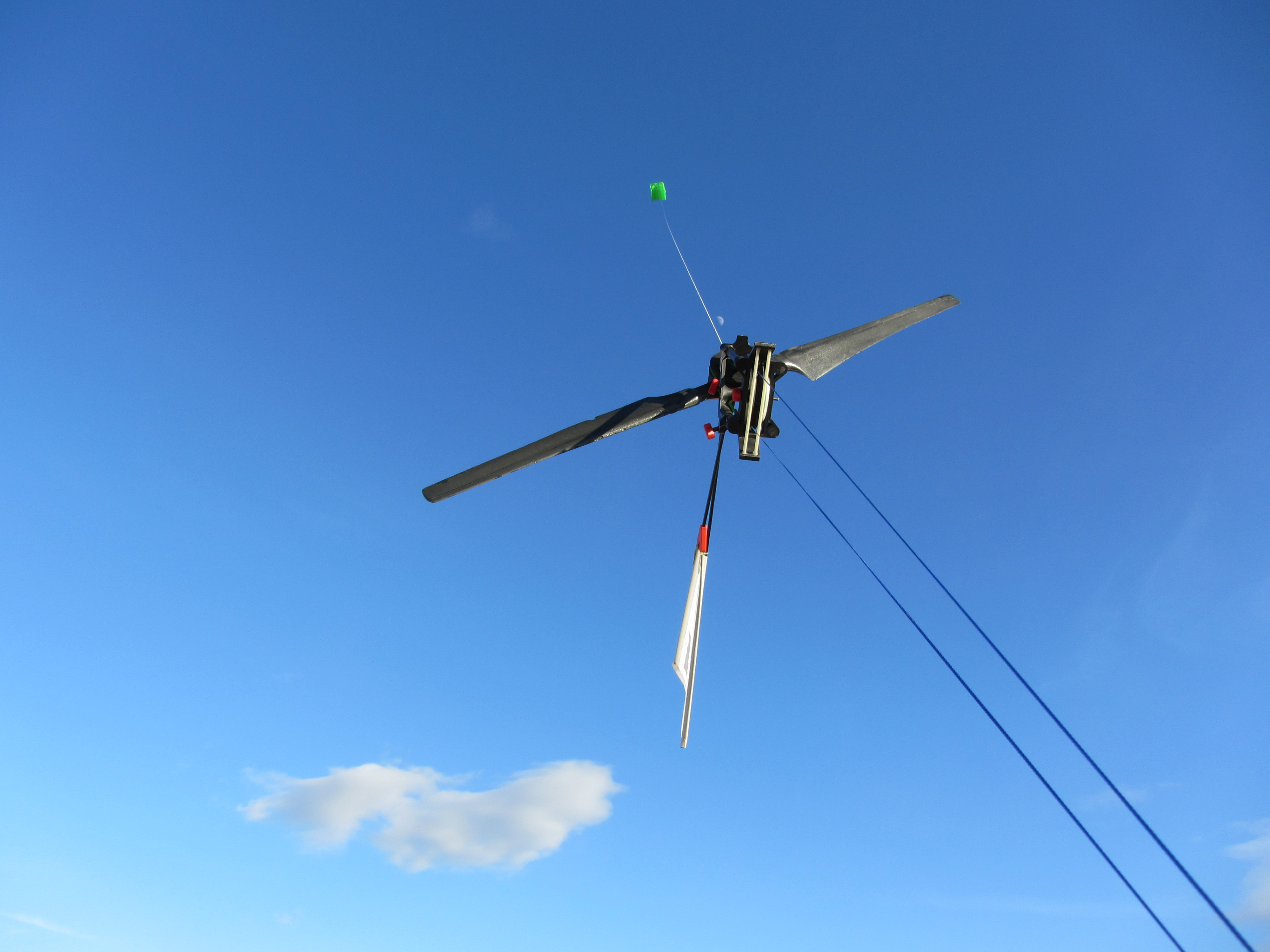
키위 원(Kiwee One) 공중 풍력 터빈

공중 풍력 터빈(Airborne wind turbine)은 타워 없이 공중에 지지된 로터가 있는 풍력 터빈의 설계 개념으로, 타워 건설 비용이나 슬립링의 필요성을 피하면서 높은 고도에서 더 높은 속도와 바람의 지속성 이점을 얻는다. 발전기는 지상에 있을 수도 있고 공중에 있을 수도 있다. 강풍과 폭풍이 몰아칠 때 터빈을 지상에서 수백 미터 떨어진 곳에 안전하게 정지 및 유지 관리하고, 모아서 생성된 전력을 다시 지구로 전송하고, 항공을 방해하는 등의 과제가 있다.
공중 풍력 터빈은 낮은 고도나 높은 고도에서 작동할 수 있다. 이는 고고도 풍력 발전 및 측풍 연 발전으로 해결되는 더 넓은 종류의 공중 풍력 에너지 시스템(AWES)의 일부이다. 발전기가 지상에 있을 때, 밧줄로 묶인 항공기는 발전기를 운반하거나 전도성 밧줄을 가질 필요가 없다. 발전기가 높은 곳에 있는 경우 전도성 밧줄을 사용하여 에너지를 지면으로 전송하거나 높은 곳에서 사용하거나 마이크로파 또는 레이저를 사용하여 수신기에 전송한다. 바람이 불충분하면 연과 헬리콥터가 내려온다. 카이툰 및 연식비행선은 다른 단점으로 문제를 해결할 수 있다. 또한 번개나 뇌우와 같은 악천후로 인해 기계 사용이 일시적으로 중단될 수 있으며, 기계를 다시 땅으로 가져와 덮어야 할 수도 있다. 일부 계획에는 긴 전원 케이블이 필요하며, 터빈이 충분히 높으면 금지된 공역이 필요하다. 2022년 기준 상용 공중 풍력 터빈은 거의 정기적으로 가동되지 않는다.

## 같이 보기
- 램 에어 터빈